# Лондонски грбовник III
Лондонски грбовник III је препис старих илирских грбовника, за који година настанка датована 1690. То је рукопис који је 27. марта 2007. године продат на аукцији куће Bonhams у Лондону за 8.160 фунти, а који се до тада налазио у склопу збирке The Library of the late Paul Betts, and other properties including Manuscripts and Photography.

## Опис грбовника
Према опису који стоји на њиховом сајту, ријеч је о неком допуњеном илирском грбовнику, јер број земаљских и породичних грбова битно одудара од стандардих илирских грбовника, јер број породичних грбова има 174, умјесто стандардних 154. Овај грбовник, што је сасвим неуобичајено, садржи и већи број земаљских грбова, који укључују грбове страних земаља какве срећемо у Stematographiae Павла Ритера Витезовића (нпр. Аустрија, Чешка, Крит, Грчка, Пољска, Румунија, Русија, Угарска итд), а по стилу осликавања, препис одговара времену које се наводи на сајту из 1690. године.
Неки подаци указују да овај грбовник има везе са Борелијевима и Вукославићима, који се спомињу као бивши власници Београдског грбовника VI (око 1700. године), а који се данас чува у Народној библиотеци Србије у Београду.
Према подацима који су наведени на званичном сајту, грбовник је преписан у Солуну, што је такође необично, јер су остали преписи настајали углавном у градовима на јадранском приморју. Такође, необично је и то што се за један од грбова којим се представља грбовник наводи породични грб непознате породице L(?)uriatich-а, а која се нити у једном другом грбовнику или препису не наводи.